# Mia Martina
Mia Martina (* 14. Januar 1984 in Saint-Ignace, New Brunswick als Martine Johnson) ist eine kanadische Sängerin und Künstlerin.

## Karriere
Martina ist bei CP Records unter Vertrag. Ende August 2011 veröffentlichte sie ihr Debütalbum Devotion, welche es bis auf Platz 77 in den kanadischen Album-Charts schaffte. Ihre erste Single war eine Coverversion des Hits Stereo Love von Edward Maya und Vika Jigulin. Dieser erreichte im November 2010 Platz 10 der kanadischen Billboard Hot 100 und wurde mit Dreifachplatin ausgezeichnet. Die zweite Single des Albums Latin Moon erschien im Mai 2011. In den darauffolgenden Monaten gelang es dem Song in Kanada in die Top 30 der Hot 100. Außerdem ist ihre, im November 2011 erschienene Single Burning, im Album mit enthalten. Es erreichte Platz 25 der kanadischen Billboard Hot 100.

## Diskografie

### Alben
| Jahr | Titel       | Höchstplatzierung, Gesamtwochen, AuszeichnungChartsChartplatzierungen (Jahr, Titel, Platzierungen, Wochen, Auszeichnungen, Anmerkungen) | Anmerkungen                            |
| Jahr | Titel       | CA | Anmerkungen                            |
| ---- | ----------- | --- | -------------------------------------- |
| 2011 | Devotion    | CA77 (… Wo.)CA | Erstveröffentlichung: 29. August 2011  |
| 2014 | Mia Martina | — | Erstveröffentlichung: 14. Oktober 2014 |

### Singles
| Jahr | Titel Album                          | Höchstplatzierung, Gesamtwochen, AuszeichnungChartsChartplatzierungen (Jahr, Titel, Album, Platzierungen, Wochen, Auszeichnungen, Anmerkungen) | Anmerkungen                                                 |
| Jahr | Titel Album                          | CA | Anmerkungen                                                 |
| ---- | ------------------------------------ | --- | ----------------------------------------------------------- |
| 2010 | Stereo Love Devotion                 | CA10 ×3Dreifachplatin · (42 Wo.)CA | Erstveröffentlichung: 10. August 2010 mit Edward Maya       |
| 2011 | Latin Moon Devotion                  | CA30 Platin · (26 Wo.)CA | Erstveröffentlichung: 10. Mai 2011                          |
| 2012 | Burning Devotion                     | CA25 Gold · (20 Wo.)CA | Erstveröffentlichung: 17. Januar 2012                       |
| 2013 | Heartbreaker Mia Martina             | CA44 Gold · (16 Wo.)CA | Erstveröffentlichung: 27. Februar 2013                      |
| 2013 | La La Mia Martina                    | CA68 (15 Wo.)CA | Erstveröffentlichung: 30. Juni 2013                         |
| 2013 | Danse Mia Martina                    | CA29 Gold · (20 Wo.)CA | Erstveröffentlichung: 9. November 2013 feat. Dev            |
| 2014 | HFH (Heart Really Hurts) Mia Martina | CA91 (7 Wo.)CA | Erstveröffentlichung: 10. September 2014                    |
| 2015 | Beast Mia Martina                    | CA39 Platin · (20 Wo.)CA | Erstveröffentlichung: 7. April 2015 feat. Waka Flocka Flame |

Weitere Singles
- 2010: Dream Catcher (mit Danny Fernandes)
- 2012: Go Crazy (feat. Adrian Sînă)
- 2012: Missing You
- 2014: What About the Love (mit Massari)